# Le Pondy
Le Pondy ist eine französische Gemeinde mit 154 Einwohnern (Stand: 1. Januar 2022) im Département Cher in der Region Centre-Val de Loire; sie gehört zum Arrondissement Saint-Amand-Montrond und zum Kanton Dun-sur-Auron.

## Geografie
Le Pondy liegt etwa 40 Kilometer südsüdöstlich von Bourges am Auron und am parallel verlaufenden Canal de Berry. Umgeben wird Le Pondy von den Nachbargemeinden Thaumiers im Norden und Osten, Charenton-du-Cher im Süden, Arpheuilles im Westen sowie Verneuil im Nordwesten.

## Bevölkerungsentwicklung
| Jahr                       | 1962 | 1968 | 1975 | 1982 | 1990 | 1999 | 2006 | 2019 |
| -------------------------- | ---- | ---- | ---- | ---- | ---- | ---- | ---- | ---- |
| Einwohner                  | 229  | 172  | 129  | 127  | 124  | 140  | 105  | 148  |
| Quellen: Cassini und INSEE |      |      |      |      |      |      |      |      |

## Sehenswürdigkeiten
- Schloss